# Maribel Blanco
Pour les articles homonymes, voir Blanco.
Maribel Blanco Velasco, née le 12 janvier 1969 à Madrid en Espagne est une triathlète professionnelle, quadruple championne d'Espagne (1995, 1997, 1998 et 1999) et vainqueur sur triathlon Ironman.

## Palmarès
Le tableau présente les résultats les plus significatifs (podium) obtenus sur le circuit national et international de triathlon et du duathlon depuis 1995,.
| Année | Compétition                                | Pays    | Position           | Temps            |
| ----- | ------------------------------------------ | ------- | ------------------ | ---------------- |
| 2003  | Ironman Lanzarote                          | Espagne | Médaille d'or      | 10 h 29 min 50 s |
| 2002  | Ironman Lanzarote                          | Espagne | Médaille d'or      | 10 h 11 min 14 s |
| 2001  | Coupe panaméricains - l'étape de Guaratuba | Brésil  | Médaille de bronze | 2 h 16 min 28 s  |
| 1999  | Championnats d'Espagne de triathlon        | Espagne | Médaille d'or      | Timing           |
| 1998  | Championnats d'Espagne de triathlon        | Espagne | Médaille d'or      | Timing           |
| 1997  | Championnats d'Espagne de triathlon        | Espagne | Médaille d'or      | Timing           |
| 1997  | Championnats d'Europe de duathlon          | Pologne | Médaille de bronze | 1 h 59 min 49 s  |
| 1995  | Championnats d'Espagne de triathlon        | Espagne | Médaille d'or      | Timing           |